# Émile Isnard
Pour les articles homonymes, voir Isnard.
Émile Noël Marie Isnard, né le 1er janvier 1883 à Digne et décédé 7 avril 1964 à Marseille, est un archiviste français.

## Biographie
Archiviste-paléographe, il est archiviste de la ville de Marseille de 1912 à 1945, puis archiviste de la principauté de Monaco de 1945 à 1955. 
Il fonde en 1937 et dirige la revue Marseille. Le 28 janvier 1939, il est élu à l'Académie de Marseille, en remplacement du juriste Auguste Rampal.

## Sociétés savantes
- Académie des sciences, lettres et arts de Marseille (membre de 1939 à 1964)
- Comité des travaux historiques et scientifiques : correspondant
- Société d'histoire du théâtre
- Société de l'École des chartes
- Société française d'archéologie